# Sanvignes-les-Mines
Sanvignes-les-Mines is een gemeente in het Franse departement Saône-et-Loire (regio Bourgogne-Franche-Comté). De plaats maakt deel uit van het arrondissement Charolles. Sanvignes-les-Mines telde op 1 januari 2022 4.265 inwoners.

## Geografie
De oppervlakte van Sanvignes-les-Mines bedroeg op 1 januari 2022 35,48 vierkante kilometer; de bevolkingsdichtheid was toen 120,2 inwoners per km².

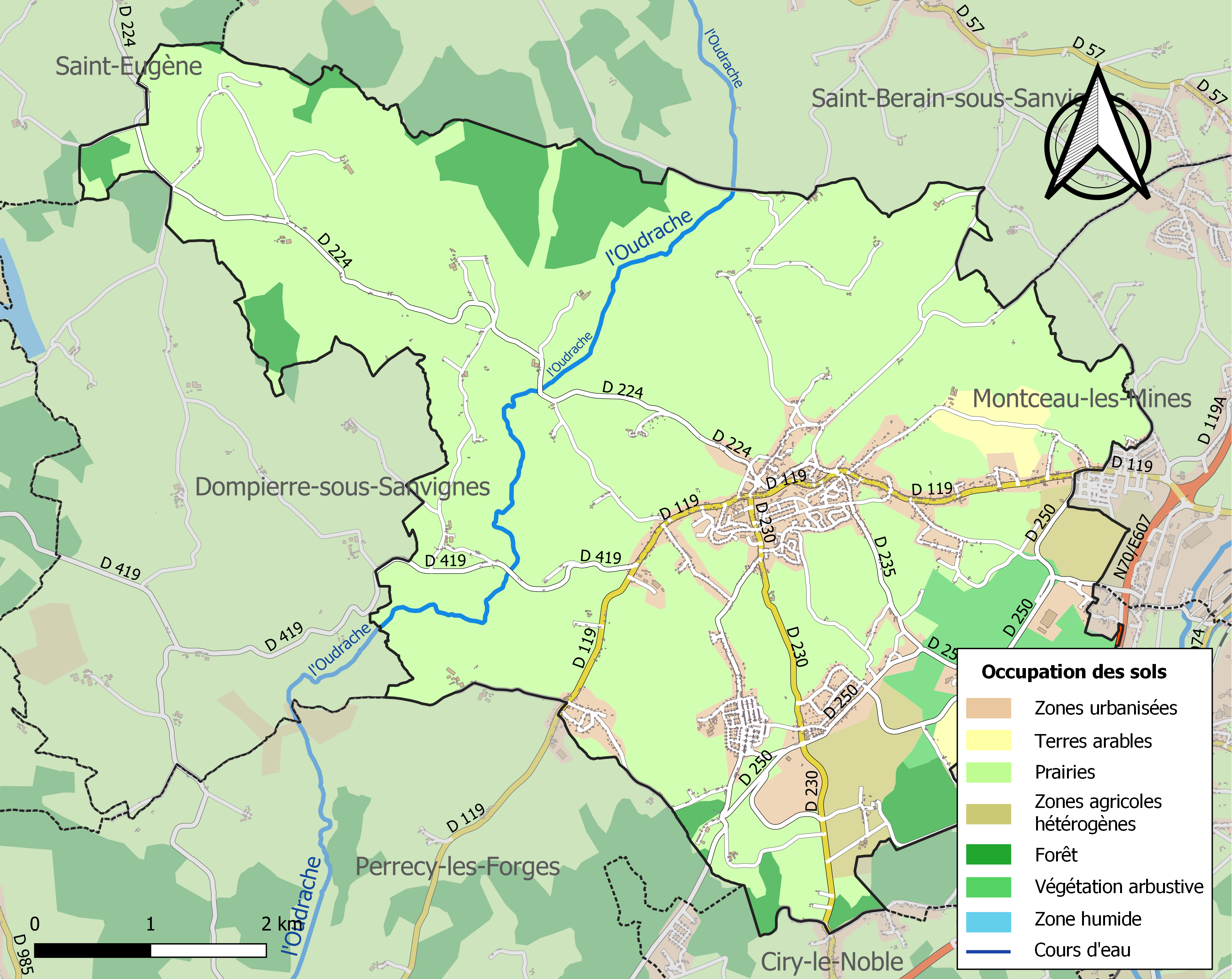
Kaart van de gemeente met de belangrijkste infrastructuur, bodemgebruik en omliggende gemeenten

## Demografie
Onderstaande figuur toont het verloop van het inwonertal (bron: INSEE-tellingen).